# Deutsche Gesellschaft für Pädiatrische Kardiologie und Angeborene Herzfehler
Die Deutsche Gesellschaft für Pädiatrische Kardiologie und Angeborene Herzfehler (DGPK) ist eine wissenschaftliche Fachgesellschaft mit dem Ziel der Förderung von Wissenschaft, Diagnostik und Therapie sowie der Prävention von angeborenen und erworbenen Herz- und Kreislauferkrankungen im Kindes- und Jugendalter. Die DGPK ist Mitglied der Arbeitsgemeinschaft der Wissenschaftlichen Medizinischen Fachgesellschaften (AWMF).

## Ziele und Aufgaben
Die Gesellschaft ist eine gemeinnützige medizinische Fachgesellschaft mit dem Ziel der Förderung von Wissenschaft, Diagnostik und Therapie sowie der Prävention von angeborenen und erworbenen Herz- und Kreislauferkrankungen im Kindes- und Jugendalter. Sie nimmt Belange der Lehre (Ausbildung, Fort- und Weiterbildung) sowie die Erstellung von Leitlinien wahr.

## Aktivitäten

### Arbeitsgemeinschaften
Innerhalb der Gesellschaft haben sich zahlreiche Arbeitsgemeinschaften formiert. Arbeitsgebiete sind unter anderem: Geschichte der Herzmedizin, Sport- und Herzmedizin, Erwachsene mit angeborenen Herzfehlern, Prävention, Kinderkardiologische Intensivmedizin, Interventionelle Kardiologie, Thorakale Organtransplantation, Pulmonale Hypertonie im Kindesalter, Fetale Kardiologie.

### Veranstaltungen
Die DGPK richtet Fortbildungsveranstaltungen, wissenschaftliche Symposien und eine Jahrestagung aus, auf der die Standards der Diagnostik und Therapie von Erkrankungen des Fachgebiets, innovative Therapieansätze und aktuelle Forschungsergebnisse vorgestellt und diskutiert werden.

## Veröffentlichungen
Die Gesellschaft veröffentlicht Stellungnahmen zu Vorgehensweisen, Maßnahmen und Standards in ihrem Fachgebiet. Hierzu gehören auch medizinische Leitlinien.

## Publikationen
Offizielles Journal der Gesellschaft ist die Zeitschrift The Thoracic and Cardiovascular Surgeon (ThCVS) im Thieme-Verlag.

## Ehrungen und Preise
Die Gesellschaft ernennt Ehrenmitglieder und lobt mehrere Preise und Stipendien aus.
Ehrenmitglieder sind mit Stand vom 20. September 2024: 
- Kurt Anton Amplatz
- Jürgen Apitz
- Konrad Bühlmeyer
- Gerald Graham
- Carlo Kallfelz
- Fritz Hilgenberg
- Michael Hofbeck
- Roland Hofstetter
- Hans-Heiner Kramer
- Peter E. Lange
- Hans-Werner Rautenburg
- Ursula Sauer
- Achim A. Schmaltz
- Helmut Singer
- Gisbert Wagner
- Jochen Weil
- Armin Wessel

## Geschichte
Die Deutsche Gesellschaft für Pädiatrische Kardiologie und Angeborene Herzfehler e.V. ist 1973 aus der 1969 gegründeten „Arbeitsgemeinschaft für Pädiatrische Kardiologie“ hervorgegangen. Gründungsväter waren Joachim Stoermer und Hans-Werner Rautenburg. Seit 1985 ist die DGPK Mitglied der AWMF.